# Exoprosopa basifiascia
Exoprosopa basifiascia är en tvåvingeart som först beskrevs av Walker 1849.  Exoprosopa basifiascia ingår i släktet Exoprosopa och familjen svävflugor. Inga underarter finns listade i Catalogue of Life.